# Bistrica (Banja Luka)
Pour les articles homonymes, voir Bistrica.
Bistrica (en serbe cyrillique : Бистрица) est un village de Bosnie-Herzégovine. Il est situé sur le territoire de la ville de Banja Luka et dans la république serbe de Bosnie. Selon les premiers résultats du recensement bosnien de 2013, il compte 1 429 habitants.

## Géographie

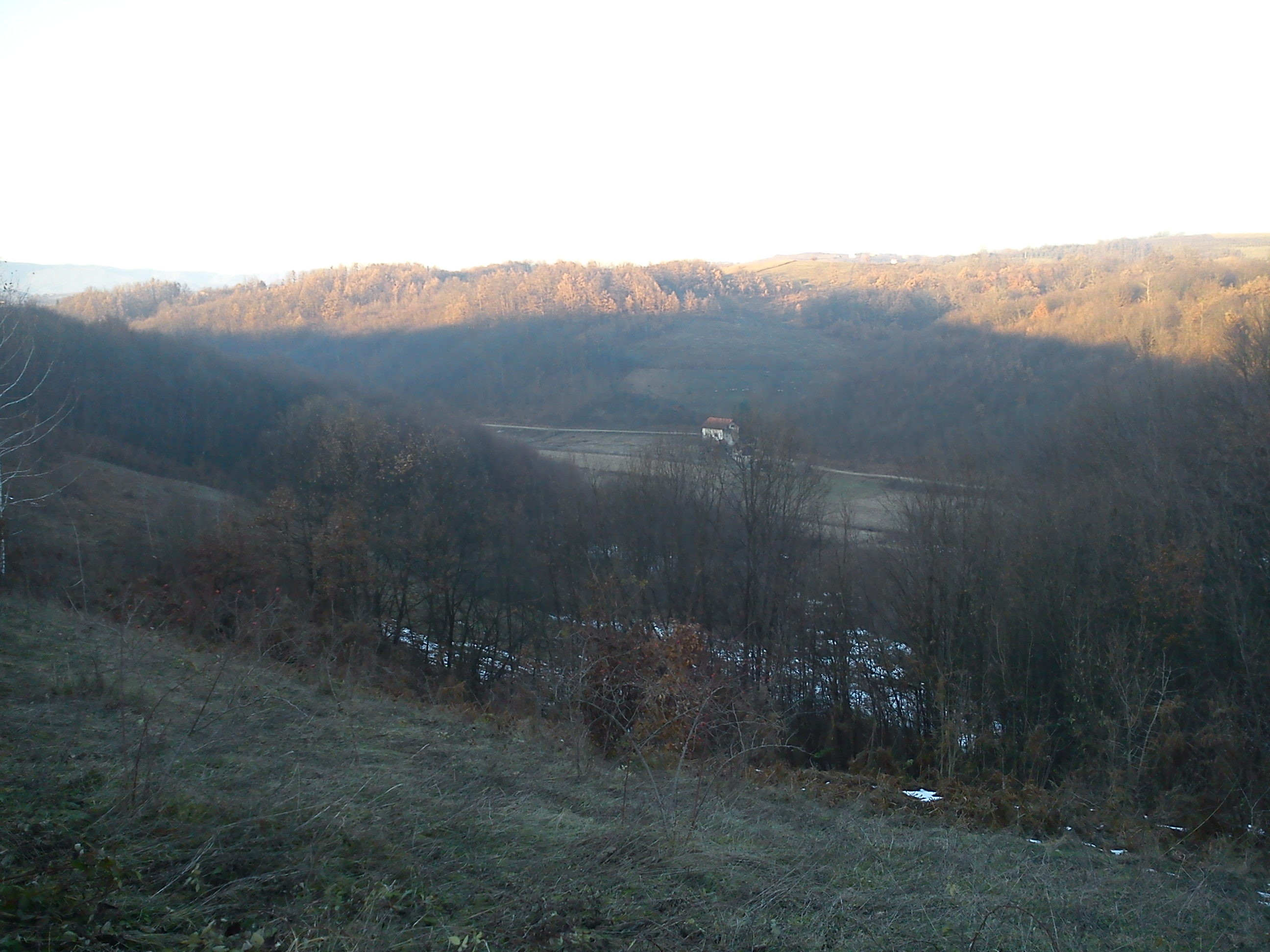
Paysage près de Bistrica

## Démographie

### Évolution historique de la population dans la localité
| 1948  | 1953  | 1961  | 1971  | 1981  | 1991  | 2013  |
| ----- | ----- | ----- | ----- | ----- | ----- | ----- |
| 2 012 | 2 356 | 2 546 | 2 563 | 2 104 | 1 703 | 1 429 |

|  |

## Personnalité
Le juriste serbe Vitomir Popović est né en 1956 à Bistrica.